# 慶修院
慶修院（けいしゅういん）は、台湾花蓮県吉安郷にある寺院。本尊は弘法大師、脇仏は不動明王と毘沙門天。境内には四国八十八箇所霊場を模した石仏が並んでいる。

## 歴史
日本統治時代の1917年（大正6年）に、吉野村（現・吉安郷）で真言宗高野派の「吉野布教所」として建立された。戦後、慶修院と改称。1997年、台湾の国家第三級古蹟に指定されている。2003年に修復工事が完了した。

## 画像

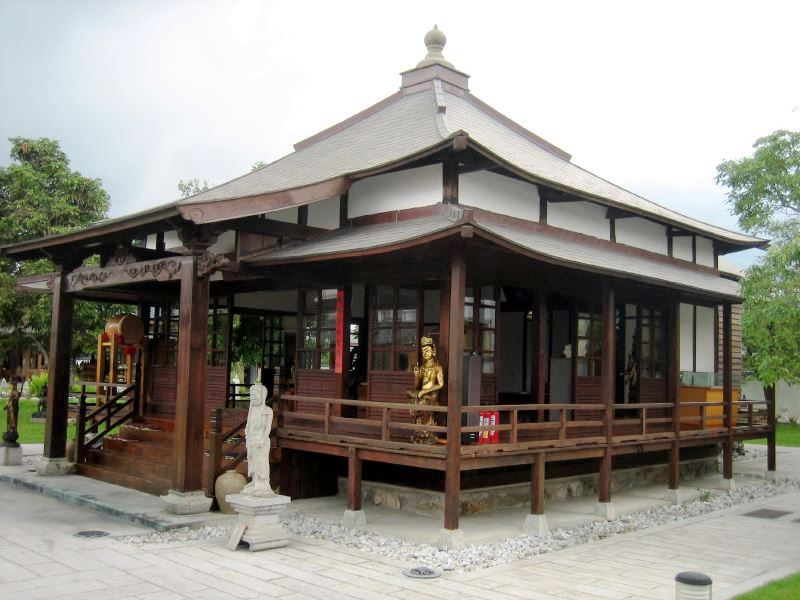
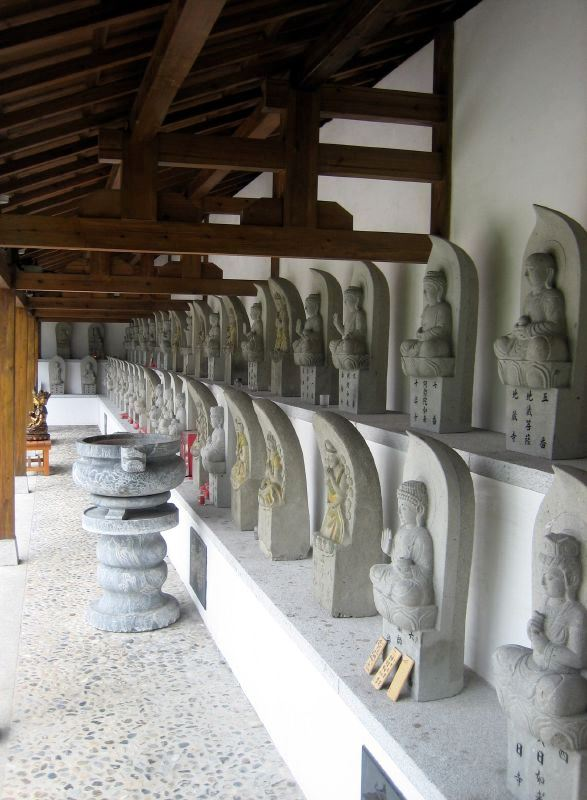
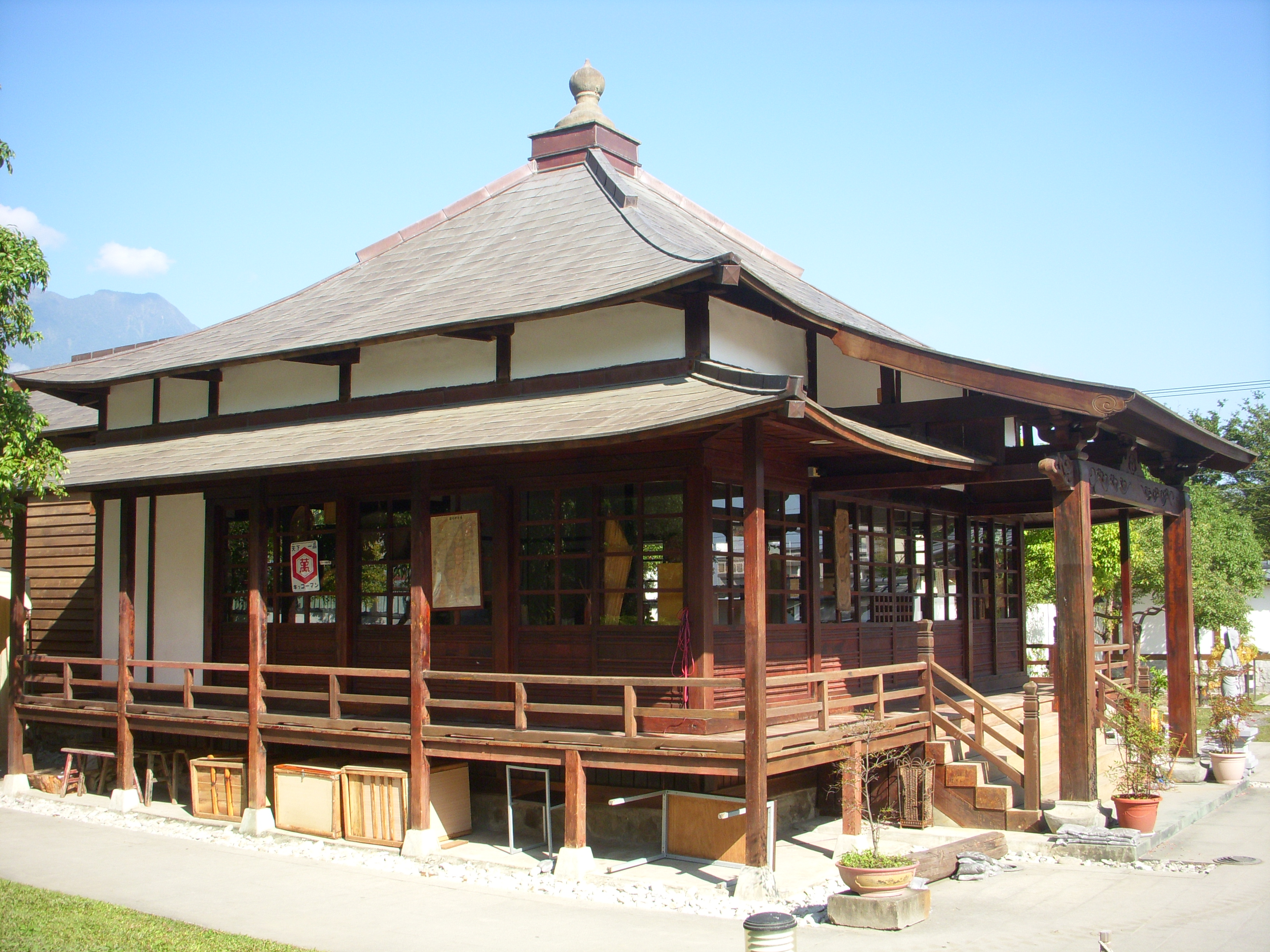
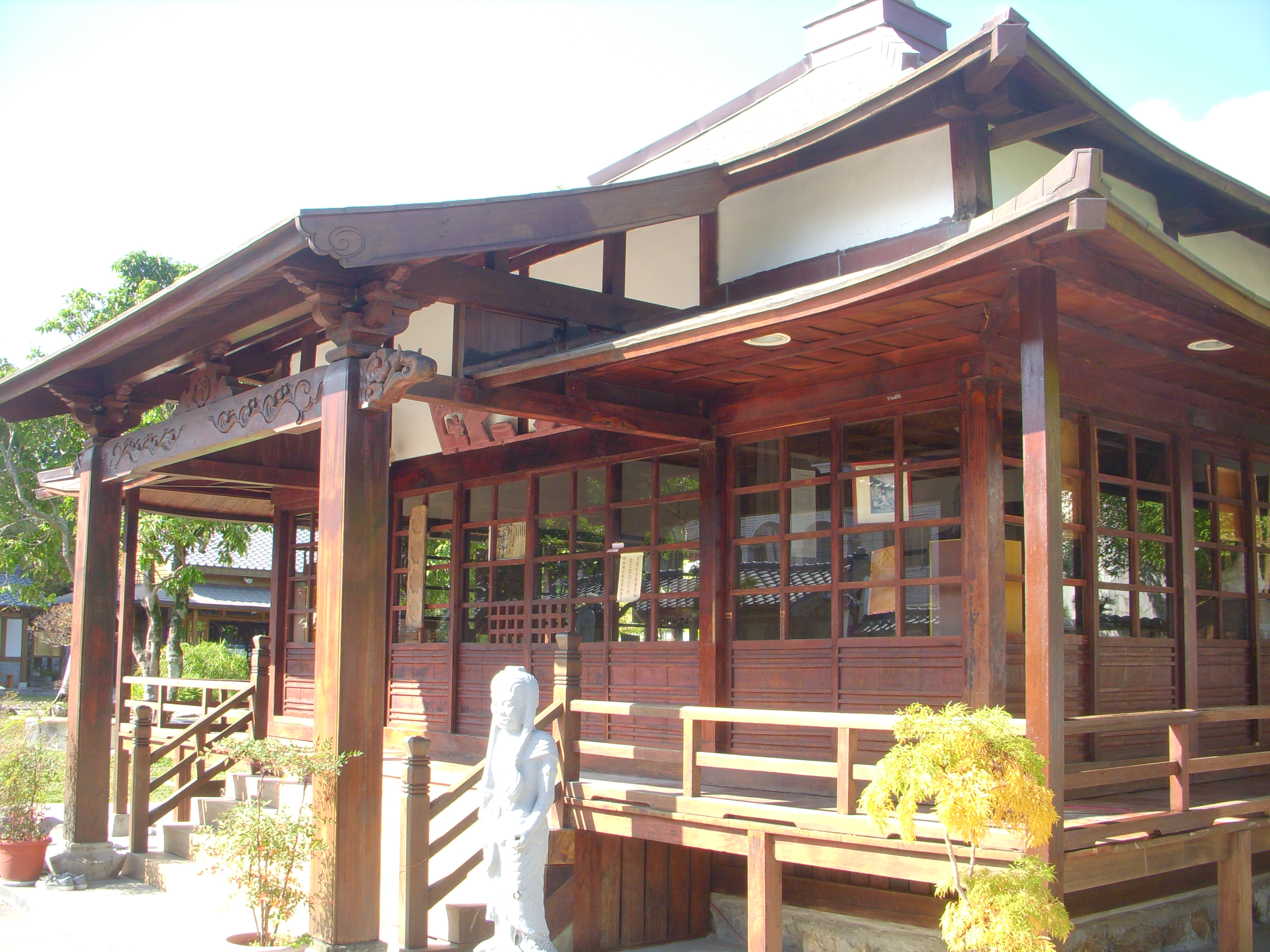
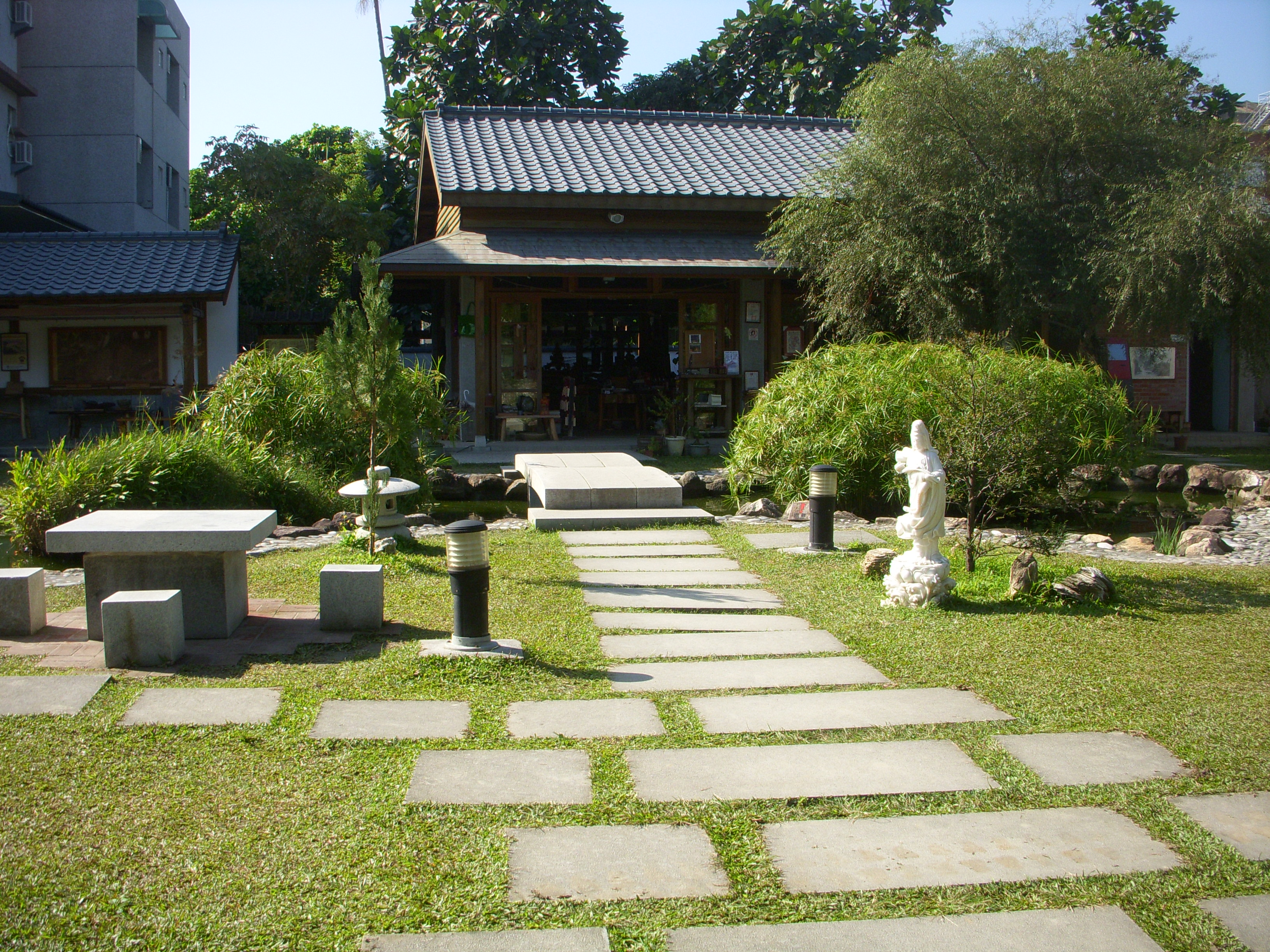
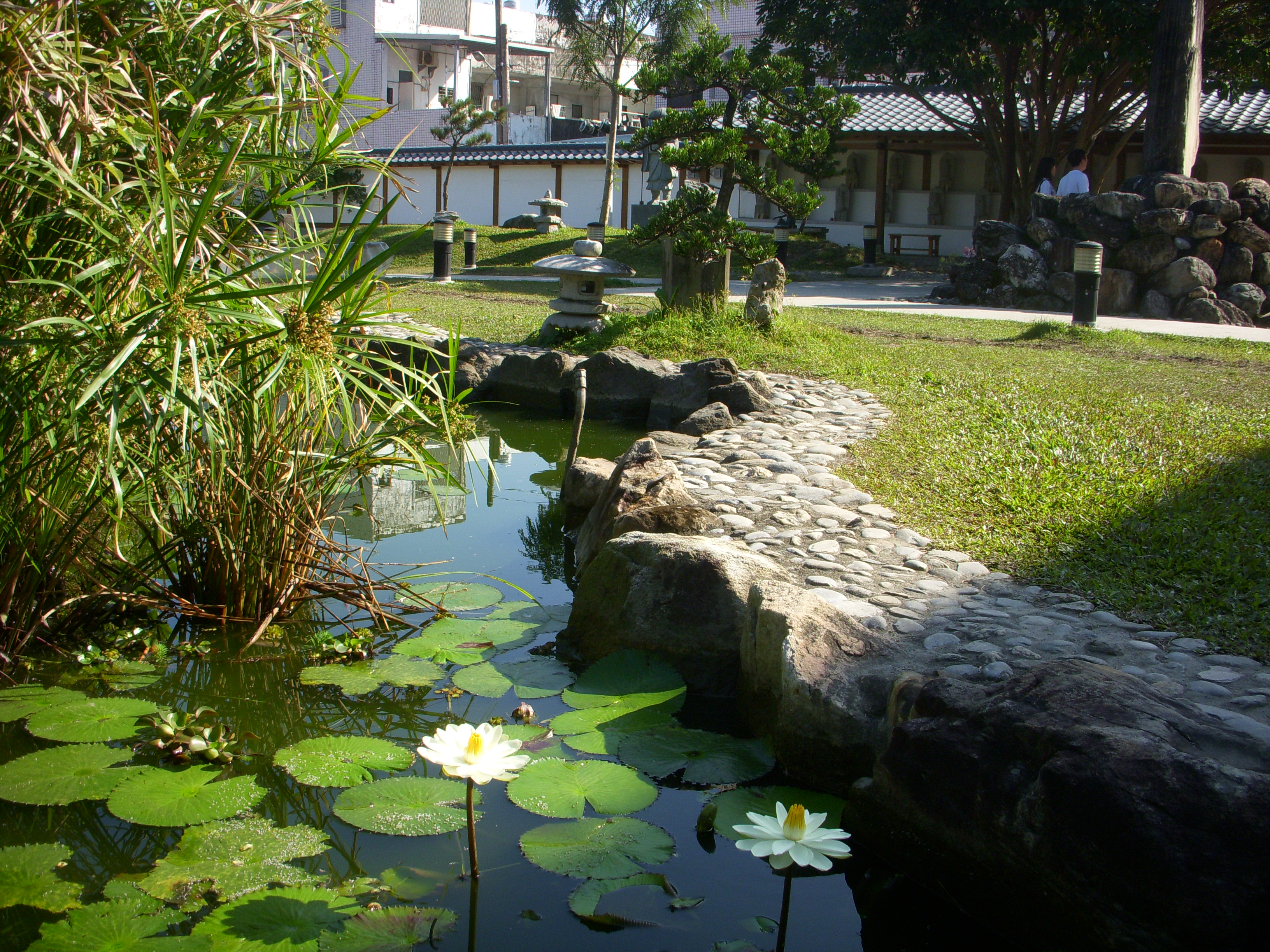
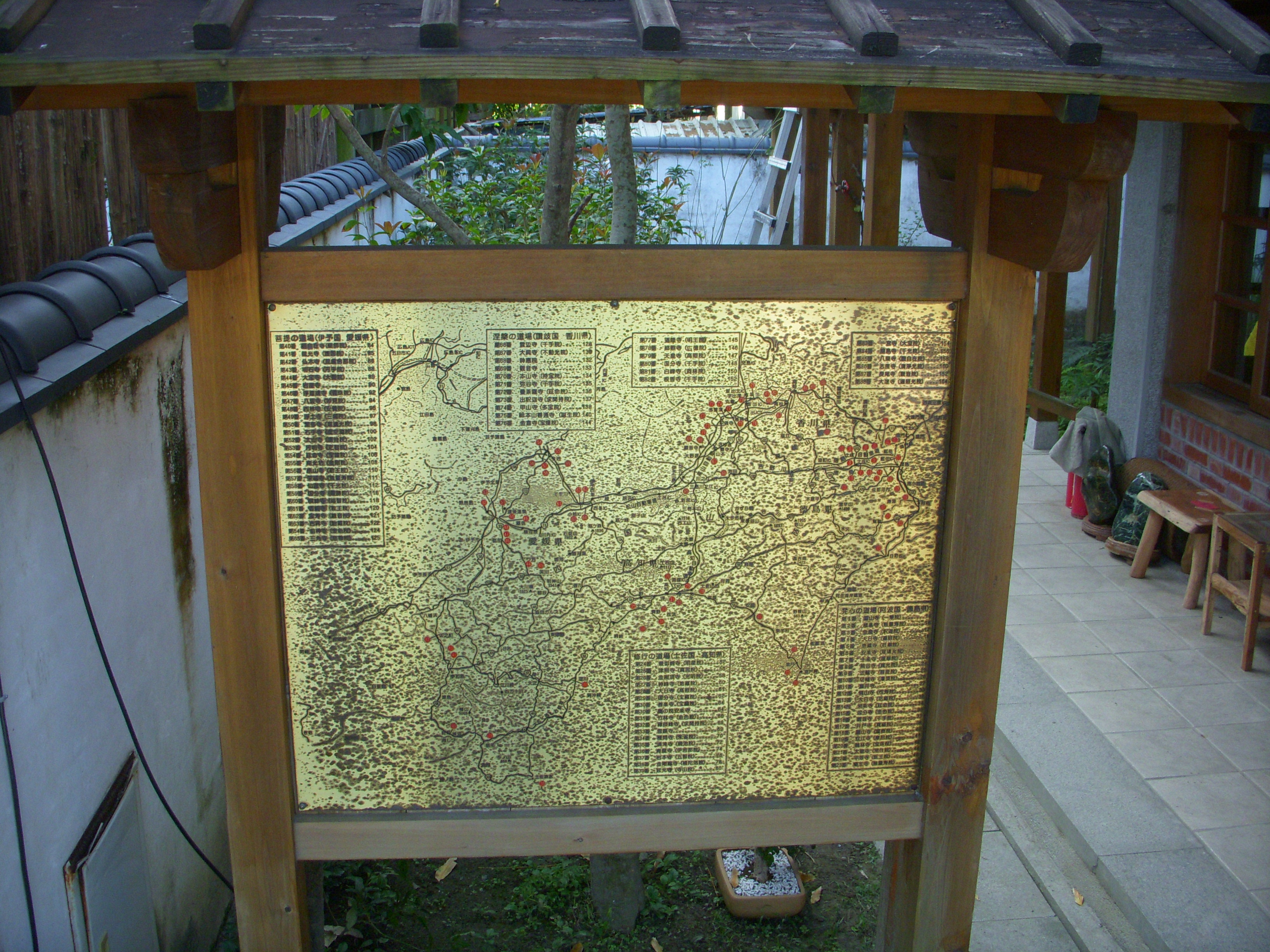
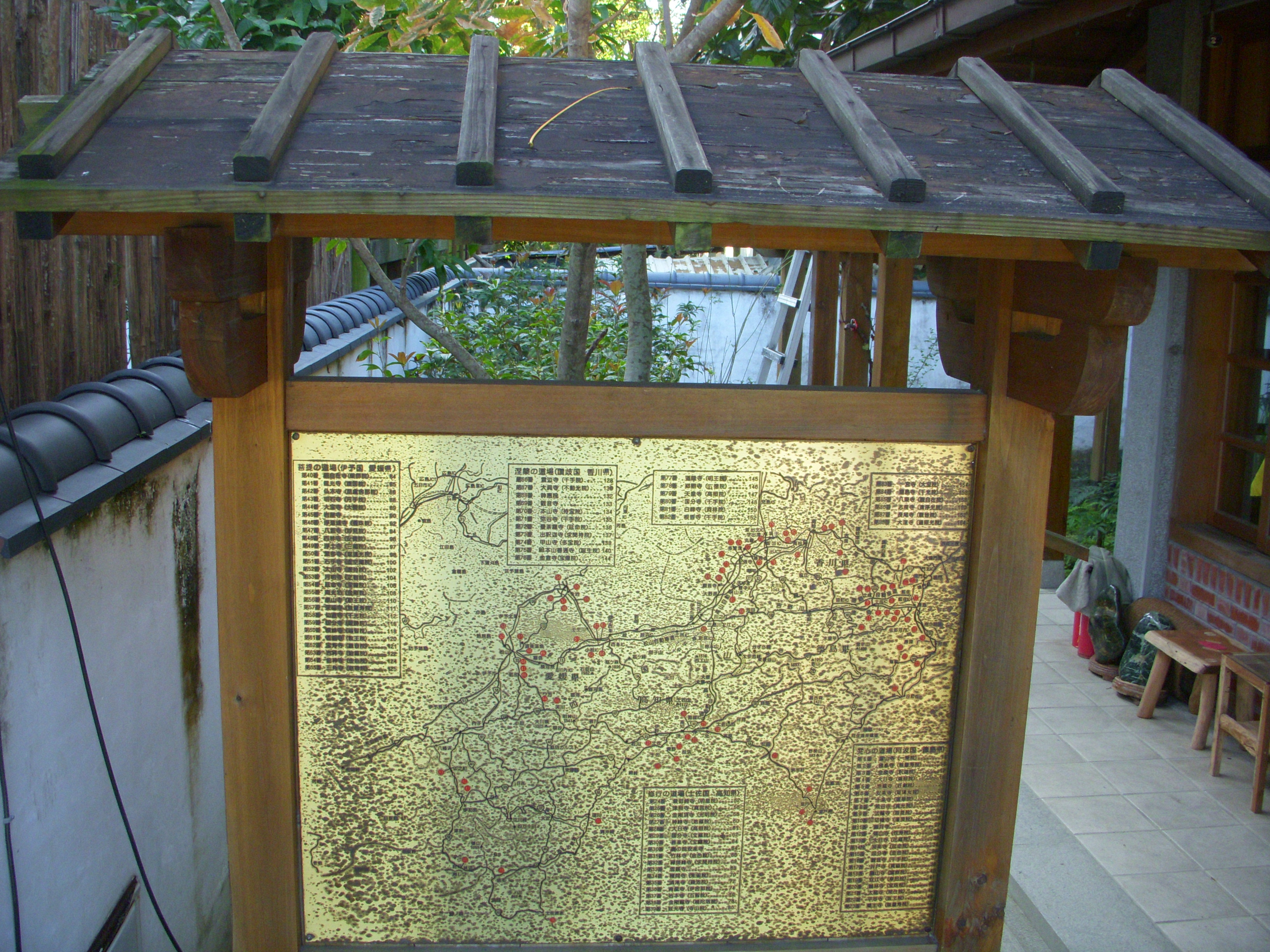
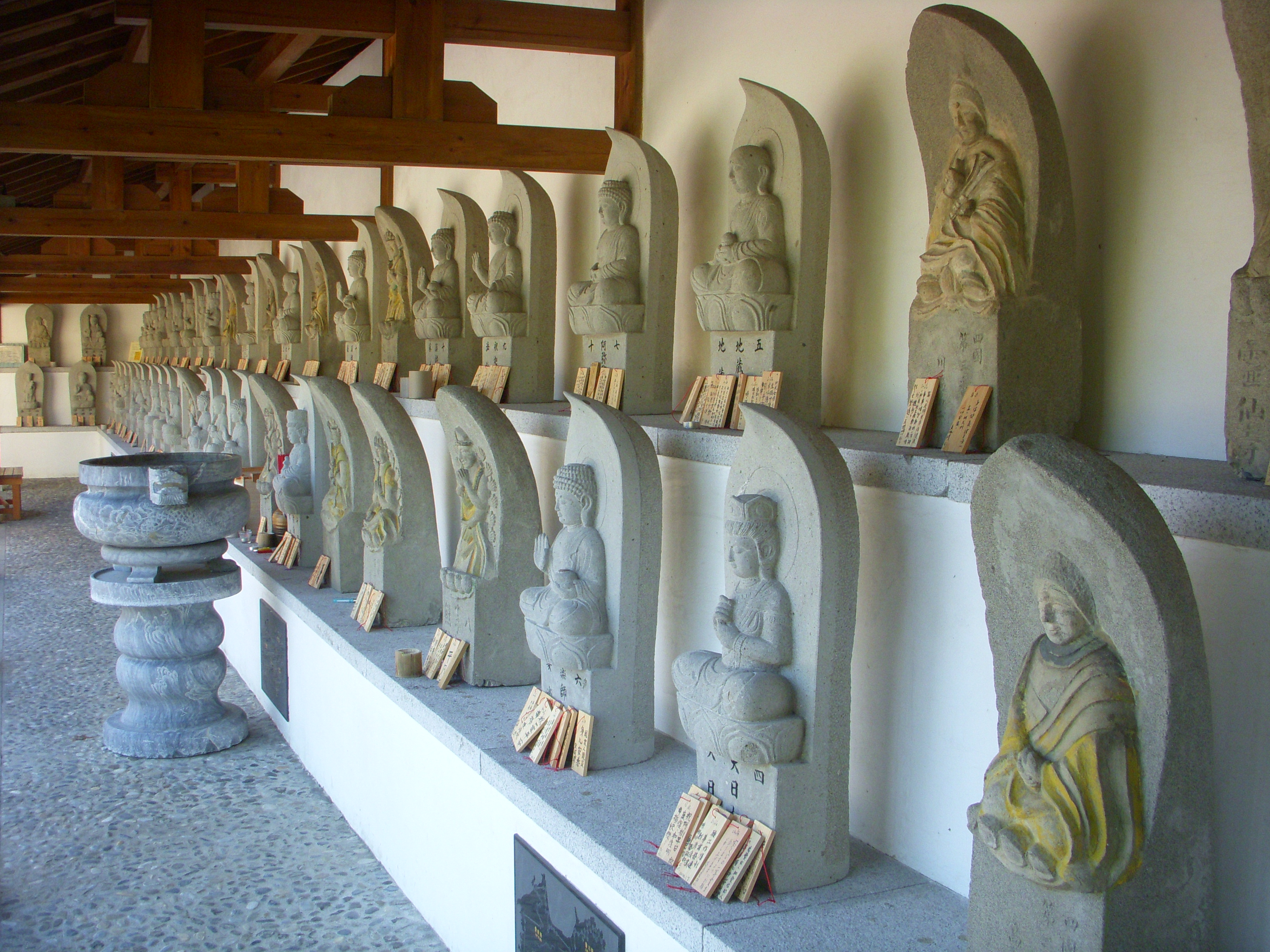
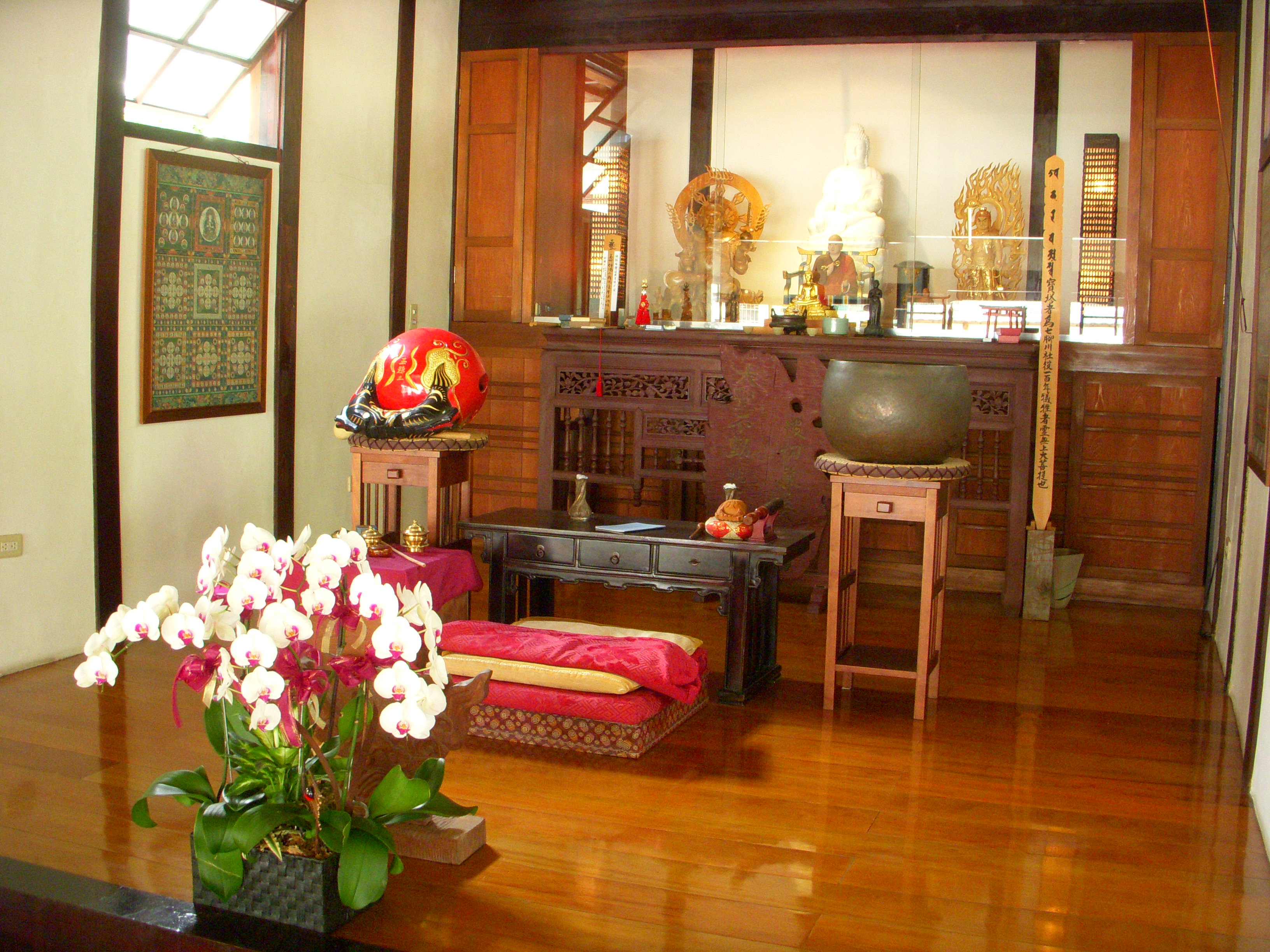

## アクセス
- 台湾鉄路管理局北廻線・台東線の花蓮駅から車で約20分。